# 眼斑拟鲈
眼斑拟鲈（学名：Parapercis ommatura），又稱眼斑虎鱚、真擬鱸，为拟鲈科拟鲈属的鱼类，俗名眼斑鲈形滕。分布于日本本州中部以南各地以及中国南海、台湾海峡等海域。该物种的模式产地在长崎等地。眼斑拟鲈體形像鱚一樣成圓筒狀。大多數的種類有許多横條紋，具有保護色的作用。

## 分布
本魚分布於西北太平洋區，包括日本南部、台灣、中國及香港等海域。

## 深度
水深15至25公尺。

## 特徵
本魚體近圓柱形，腭骨無齒，下頷外列齒8枚，背鰭中央一棘最長。尾鰭基底之上部有一大型黑褐色眼狀斑，體側有2、3個V字形褐色斑。前鰓蓋骨下角有小棘6至7枚，鰓蓋主骨後角有1棘，背鰭硬棘5枚，背鰭軟條22枚；臀鰭硬棘1枚，臀鰭軟條18枚；胸鰭軟條15至16枚，尾鰭截形，體長可達11公分。

## 生態
本魚棲息在沿岸較深的沙泥底質海域，游動緩慢，以利齒攻擊其他小魚或其他甲殼類動物。

## 經濟利用
可食用，適合油炸，但多以下雜魚處理。